# Jean-Claude Arnault

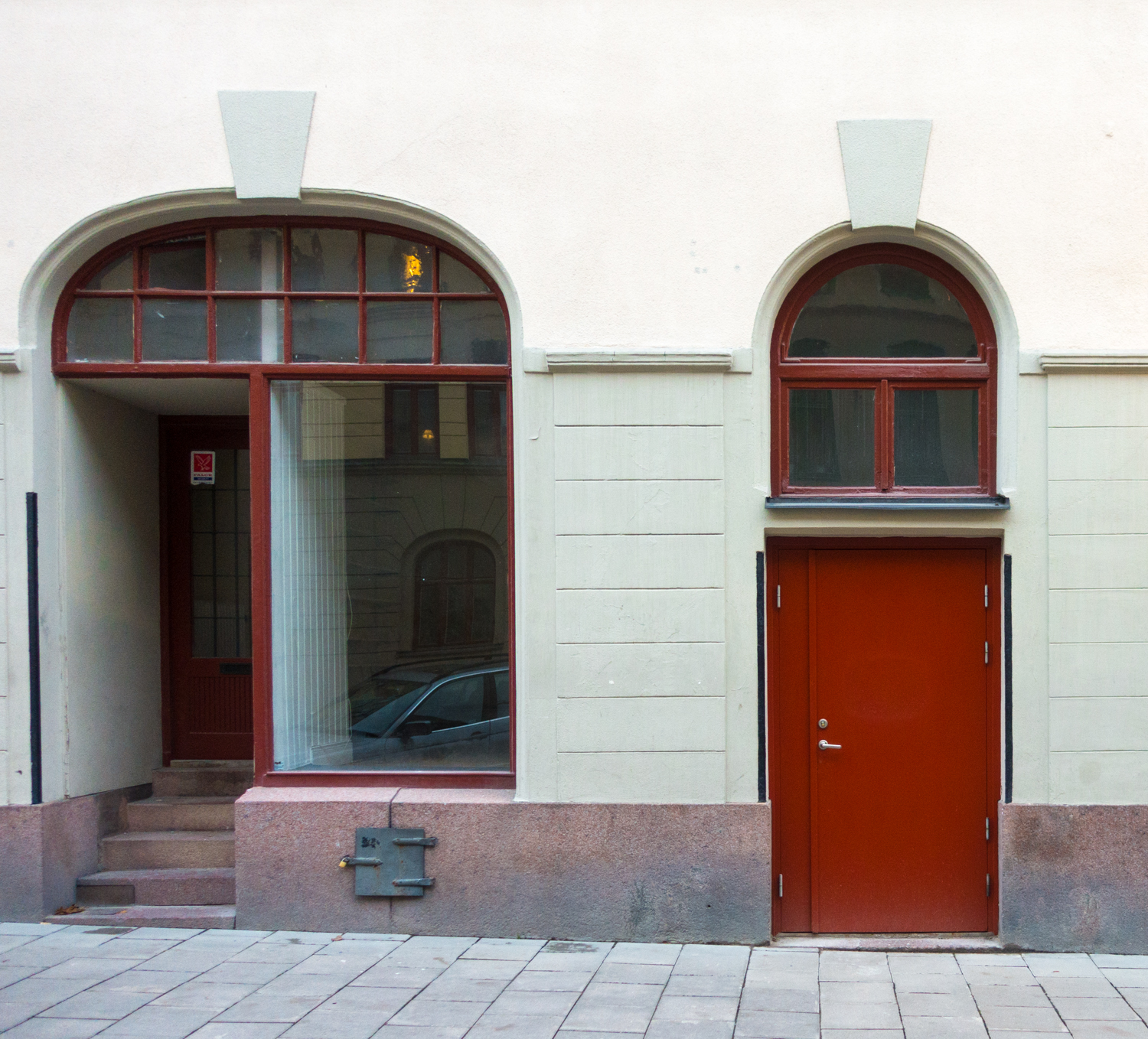
Forum.

Jean-Claude Arnault, né le 15 août 1946 à Marseille, est un directeur artistique français naturalisé suédois. Il s'installe en Suède à la fin des années 1960. 
Il fonde le centre culturel Forum – Nutidsplats för kultur à Stockholm et, à cette occasion, devient une personnalité de premier plan des milieux artistiques suédois. 
Les accusations d'agressions sexuelles portées à son encontre par plusieurs femmes en 2017 sont à l'origine d'un scandale qui secoue l'Académie suédoise, dont son épouse Katarina Frostenson est membre, et provoquent notamment le report de l'attribution du prix Nobel de littérature 2018. En octobre 2018, il est condamné a deux ans de prison pour viol.

## Biographie
Jean-Claude Arnault, né à Marseille, descend d'une famille d'immigrés juifs venus de Russie. En Suède, il a lui-même diffusé sur son compte des histoires fantaisistes, allant jusqu'à se présenter comme un parent de Bernard Arnault. Une enquête menée par Le Monde dément les rumeurs colportées en Suède par Jean-Claude Arnault. Selon le quotidien, ce dernier est le fruit d'une relation illégitime et porte le nom de famille de sa mère. Élevé par son père biologique, Georges Pinktstein - négociant en bois - et la seconde épouse de ce dernier, il a suivi une formation d'électricien.
En 1968 ou 1969, il s'installe en Suède. L'histoire de son arrivée dans ce pays a fait l'objet de diverses versions, plus ou moins romancées. Selon une source citée par Le Monde, Jean-Claude Arnault avait été envoyé par son père livrer du bois à un client suédois, et serait finalement resté sur place. Une fois établi à Stockholm, Jean-Claude Arnault raconte avoir participé à Paris aux barricades de mai 68. Il fréquente à l'automne 1969 l’école de photographie de Christer Strömholm.  Jean-Claude Arnault se présente depuis comme un photographe, mais n'a jamais réalisé aucune exposition. Ses seuls clichés publiés l'ont été dans trois recueils de poèmes de sa femme.
Dans les années 1970, Jean-Claude Arnault fréquente les milieux anarchistes suédois. Il est pendant un temps metteur en scène d'opéras, mais cette carrière tourne court après l'échec de projets trop ambitieux. Il rencontre en 1978 Katarina Frostenson, qu'il épouse quelques années plus tard et qui devient une poétesse célèbre en Suède, où elle est considérée comme la meilleure de sa génération.
En 1989, il fonde à Stockholm avec son épouse le Forum-Nutidsplats för kultur, un espace d'expositions d'art contemporain, qui gagne en importance sur la scène culturelle suédoise au fil des années. Après l'entrée de Katarina Frostenson à  l'Académie suédoise en 1992, le Forum devient un rendez-vous incontournable de l'élite culturelle locale. Grâce à son rôle d'animateur et au prestige de son épouse, et sans être lui-même l'auteur d'une œuvre artistique,  Jean-Claude Arnault devient une personnalité importante de la vie culturelle suédoise. Il parvient en outre à créer une légende autour de lui, ce qui conduit de nombreux Suédois à croire qu'il est une célébrité dans son pays natal. 
Il joue un rôle non négligeable au sein de l'Académie suédoise, qui subventionne le Forum, et reçoit notamment la charge du pied-à-terre parisien de l'Académie, rue du Cherche-Midi, qu'il utilise à la manière d'un appartement personnel. Il est surnommé par certains le « 19e membre » de l'Académie, qui en compte dix-huit. Son centre culturel fait figure de « living-room » des académiciens suédois. Personnalité « fantasque », il est accusé par la suite d’avoir ébruité avant qu'ils soient officialisés les noms de plusieurs lauréats du Nobel de littérature décerné par l'Académie, et de s’être vanté d’avoir influencé le choix de certains d'entre eux.
Jean-Claude Arnault s'est vu décerner en 2015 par le ministère suédois de la Culture la médaille de l'ordre royal de l'Étoile polaire, réservé aux membres de la famille royale suédoise ou à des personnalités étrangères.

## Condamnations et impact sur l'Académie suédoise
En novembre 2017, dans le contexte né de l'affaire Weinstein, Arnault, qui nie toutes les allégations, est accusé d'agressions ou de tentatives d'agression sexuelle sur dix-huit femmes dont la princesse Victoria de Suède. L'Académie suédoise rompt tous les liens avec lui et renonce à subventionner le Forum.
Le 1er octobre 2018, un tribunal suédois le condamne pour viol à deux ans de prison. Sur les huit femmes qui avaient porté plainte contre lui, sept sont déboutées, les faits étant prescrits ou les preuves jugées insuffisantes. Cependant il est condamné en appel le 3 décembre, dans le cadre de la plainte à l'origine du procès, déposée par une femme qui disait avoir été violée à deux reprises, en octobre et en décembre 2011.
Dans le même temps, Katarina Frostenson est accusée de corruption pour ne pas avoir précisé qu'elle possédait la moitié des parts du Forum dirigé par son époux et que l'Académie subventionnait. Ce conflit d'intérêts est révélé en avril 2018 par un audit. Dans le sillage de la polémique, Sara Danius, Peter Englund, Klas Östergren, Sara Stridsberg, Kjell Espmark et Katarina Frostenson, quittent leurs postes à l'Académie suédoise, plongeant l'institution dans une grave crise de gouvernance. En raison du scandale, l'attribution du prix Nobel de littérature 2018 est repoussée à l'année suivante.

## Décoration
- 2015-2019 :  Chevalier de l'ordre royal de l'Étoile polaire. Exclu par Sa Majesté le roi Carl XVI Gustaf le 7 mai 2019[réf. souhaitée].